# Dendrobium sibilense
Dendrobium sibilense är en orkidéart som beskrevs av Paul Ormerod. Dendrobium sibilense ingår i släktet Dendrobium, och familjen orkidéer. Inga underarter finns listade i Catalogue of Life.